# Дакота (Вісконсин)
Дакота (англ. Dakota) — місто (англ. town) в США, в окрузі Вошара штату Вісконсин. Населення — 1143 особи (2020).

## Демографія
Згідно з переписом 2010 року, у місті мешкало 1227 осіб у 496 домогосподарствах у складі 352 родин. Було 714 помешкання
Расовий склад населення:
| - 91,4 % — білих - 0,6 % — корінних американців - 0,4 % — вихідців з тихоокеанських островів - 0,4 % — азіатів - 5,0 % — осіб інших рас |

До двох чи більше рас належало 2,3 %. Частка іспаномовних становила 17,0 % від усіх жителів.
За віковим діапазоном населення розподілялося таким чином: 22,9 % — особи молодші 18 років, 56,9 % — особи у віці 18—64 років, 20,2 % — особи у віці 65 років та старші. Медіана віку мешканця становила 44,1 року. На 100 осіб жіночої статі у місті припадало 108,0 чоловіків;  на 100 жінок у віці від 18 років та старших — 105,2 чоловіків також старших 18 років.
Середній дохід на одне домашнє господарство  становив 57 521 долар США (медіана — 53 190), а середній дохід на одну сім'ю — 65 664 долари (медіана — 60 804). Медіана доходів становила 46 307 доларів для чоловіків та 27 500 доларів для жінок. За межею бідності перебувало 13,7 % осіб, у тому числі 23,2 % дітей у віці до 18 років та 4,9 % осіб у віці 65 років та старших.
Цивільне працевлаштоване населення становило 509 осіб. Основні галузі зайнятості: виробництво — 20,4 %, мистецтво, розваги та відпочинок — 15,3 %, освіта, охорона здоров'я та соціальна допомога — 14,1 %.